# Salpingogaster nova
Salpingogaster nova är en tvåvingeart som beskrevs av Giglio-tos 1892. Salpingogaster nova ingår i släktet Salpingogaster och familjen blomflugor. Inga underarter finns listade i Catalogue of Life.